# Neanisentomon
Neanisentomon (лат.) — род бессяжковых насекомых (Protura) из семейства Eosentomidae.

## Распространение
Китай.

## Описание
Мелкие бессяжковые. Сенсилла t2 передних лапок сходна по форме с ивовым листом; f1 веретенообразный; b2’ и c’ часто отсутствуют; g толстый и лопатчатый. Тергит VIII с 6/8 щетинками (Pc отсутствует). Стернит VIII с 2/7 щетинками (Pc присутствует). Глаза, усики и крылья отсутствуют. Жвалы развиты (с несколькими зубцами), максиллярная железа с длинным узким протоком. Дыхальца на мезо- и метанотуме.
- Neanisentomon guicum Zhang & Yin, 1984[3]
- Neanisentomon tienmucnicum Yin, 1990
- Neanisentomon yuenicum Zhang & Yin, 1984